# Dick Schouten (voetballer)

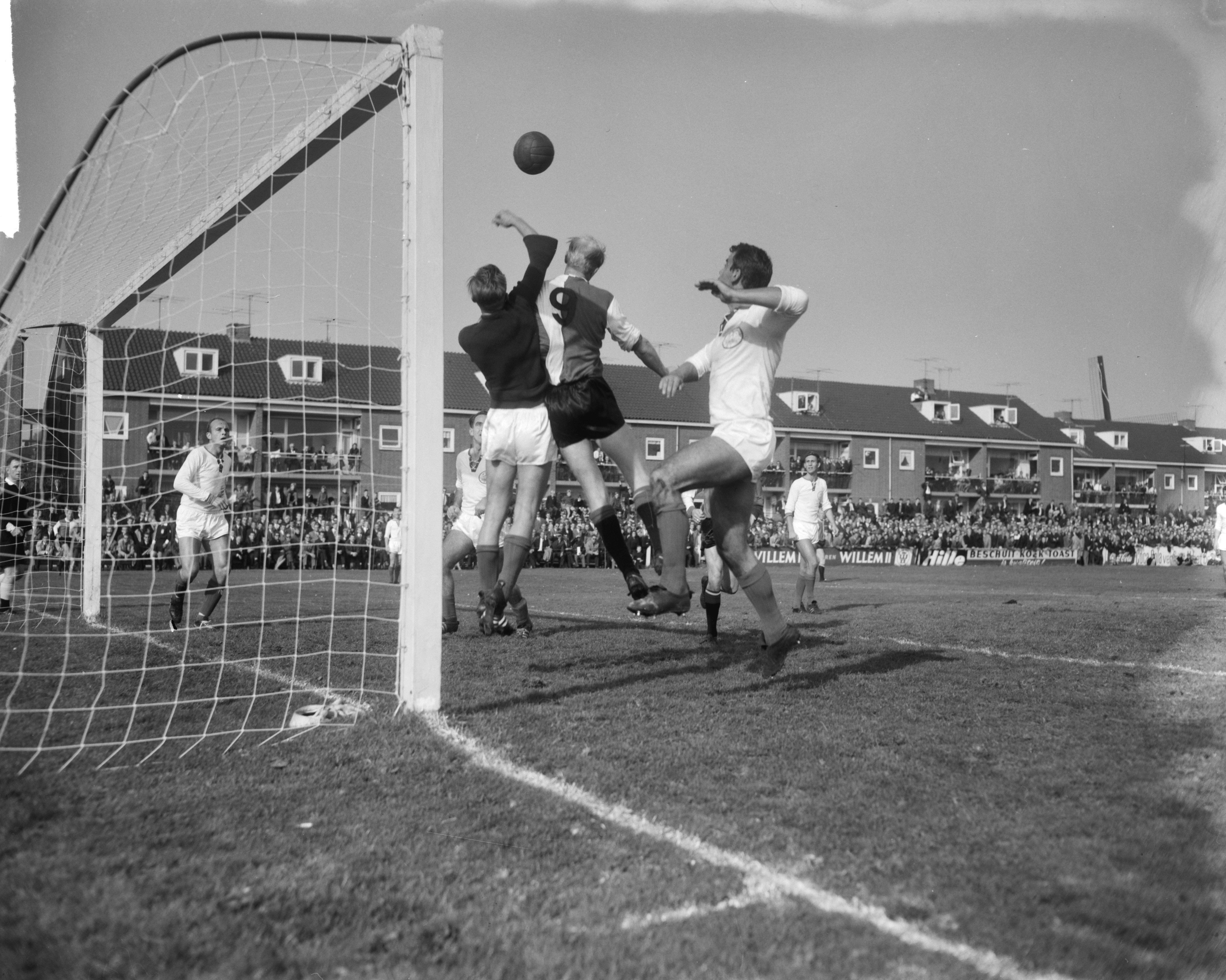
Doelman Dick Schouten duelleert met Piet Kruiver (rugnummer 9) in de bekerwedstrijd FC Zaanstreek – Feijenoord 1-2, oktober 1964.

Dirk (Dick) Schouten (Amsterdam, 17 december 1935 – Zaandijk, 15 november 2020) was een Nederlands voetballer die als doelman speelde. Hij kwam uit voor OSV, KFC, FC Zaanstreek en AZ '67. Nadien was hij directeur bij Wastora en bestuurslid bij AZ.